# SMS 헬골란트 (1909년)

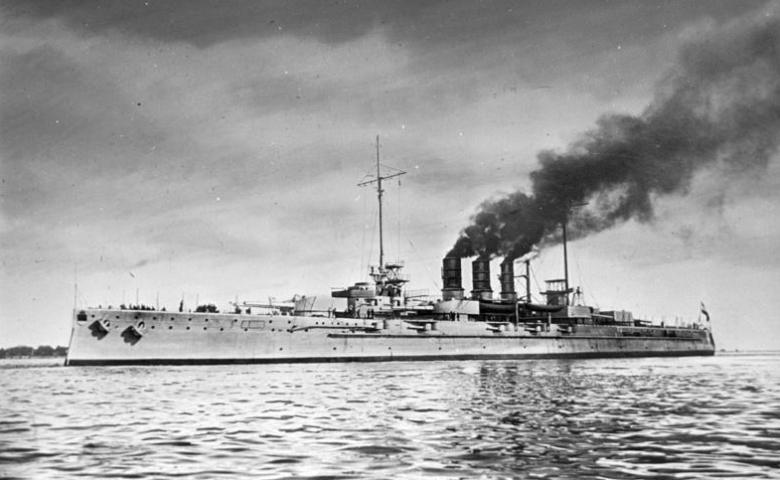
1911년 경~1917년 사이의 SMS 헬골란트

SMS 헬골란트(SMS Helgoland)는 동급의 1번함으로서 독일 황립해군의 드레드노트 전함이었다. 헬골란트의 디자인은 주포의 내경이 28cm(11인치)에서 30.5cm(12인치)로 증가한 것을 포함하여 이전 나사우급에 비해 점진적인 개선을 나타냈다. 이 배의 용골은 1908년 11월 11일 킬의 HDW 조선소에서 제작되었다. 헬골란트는 1909년 9월 25일에 진수되었으며 1911년 8월 23일에 취역했다.
대부분의 공해 함대 전함과 마찬가지로 헬골란트는 제1차 세계 대전 중 영국 왕립 해군에 대해 제한적인 전투를 벌였다. 이 배는 I 스카우팅 그룹(I Scouting Group)의 순양전함을 엄호하는 전력으로 북해로 몇 차례의 성과 없는 소탕 작전에 참여했다. 이 배는 1915년 8월 리가 만 전투에서 지원군의 일원으로 복무하는 것을 포함하여 발트해에서 러시아 해군을 상대로 제한된 임무를 수행했다. 헬골란트는 1916년 5월 31일부터 6월 1일까지 유틀란드 전투에 참가했다. 하지만 이 배는 독일 전선의 중앙에 위치했으며 선두에 있는 쾨니히급 및 카이저급 군함만큼 교전이 치열하지는 않았다. 헬골란트는 전쟁이 끝난 후 영국에 할양되었고 1920년대 초에 해체되어 폐기되었다. 이 배의 문장은 드레스덴의 연방군 군사 역사 박물관에 보존되어 있다.